# Alessandro Costacurta
Alessandro Costacurta, soprannominato Billy (Jerago con Orago, 24 aprile 1966), è un ex calciatore italiano, di ruolo difensore.
Annoverato tra i migliori difensori della storia del calcio italiano e della propria generazione, ha legato indissolubilmente la propria carriera al Milan, con cui ha esordito in Coppa Italia nel 1986, prima di essere prestato per il campionato 1986-1987 al Monza in Serie C1, per poi fare ritorno nella società rossonera e militarvi per 20 stagioni consecutive, dal 1987 al 2007. Nel suo palmarès annovera 24 trofei, tra cui spiccano 7 scudetti e 5 Coppe dei Campioni/Champions League. Insieme ai compagni di reparto Mauro Tassotti, Paolo Maldini e Franco Baresi ha composto una delle migliori linee difensive della storia del calcio, consentendo al Milan di stabilire il record assoluto di partite consecutive senza sconfitta (58) nei cinque principali campionati europei (dal 26 maggio 1991 al 14 marzo 1993; 1 anno, 9 mesi e 16 giorni).
Conta 59 presenze e 2 gol con la nazionale italiana, con la quale ha preso parte a due campionati del mondo (Stati Uniti 1994 e Francia 1998) e un campionato d'Europa (Inghilterra 1996), divenendo vicecampione del mondo nel 1994.
Esclusi i portieri, è il secondo calciatore più anziano a essere sceso in campo in Serie A e uno degli otto che sono scesi in campo a oltre 40 anni compiuti (gli altri sono Pietro Vierchowod, Paolo Maldini, Javier Zanetti, Francesco Totti, Silvio Piola, Sergio Pellissier e Zlatan Ibrahimović).
Nel 2004 è risultato 50º nell'UEFA Golden Jubilee Poll, un sondaggio online condotto dalla UEFA per celebrare i migliori calciatori d'Europa dei cinquant'anni precedenti.

## Biografia
Figlio di Giuseppe e di Margherita Beccegato, entrambi originari della provincia di Padova, è il secondo di tre fratelli (una quarta sorella è morta in tenera età).
Nel 1983, all'età di 17 anni, perse il padre. Ha indicato in Fabio Capello, suo tecnico nella Berretti del Milan, e Cesare Maldini le figure che lo hanno aiutato a superare quel momento difficile.
Nel 1994 ha sposato Floriana Lainati, da cui si è separato due anni più tardi. Nel 2003 la Sacra Rota ha riconosciuto la nullità del matrimonio tra i due. Costacurta si è sposato il 16 giugno 2004 in seconde nozze con la show-girl Martina Colombari, dalla quale il 2 ottobre dello stesso anno ha avuto il suo unico figlio, Achille.
La sua abilità nella pallacanestro gli è valsa il nomignolo Billy (sponsor dell'Olimpia Milano a cavallo tra gli anni 1970 e 1980). Simpatizzante dell'Arsenal, ha rifiutato per questo motivo un trasferimento ai rivali del Tottenham.
Dopo il ritiro è diventato opinionista di Sky Calcio.
Il 1º febbraio 2018 è stato nominato subcommissario straordinario della FIGC ruolo che si è concluso con il termine del commissariamento.

## Caratteristiche tecniche

Costacurta difende la palla dall'intervento del bianconero Renato Buso in un Milan-Juventus dell'8 maggio 1988

Costacurta era un difensore duttile, capace di agire sia da libero sia da marcatore puro; all'occorrenza poteva essere impiegato anche come terzino, sia a destra che a sinistra. Non particolarmente prestante sul piano fisico e atletico, era però in possesso di un'intelligenza tattica non comune, e coniugava questa dote con l'abilità nell'impostazione della manovra, il senso della posizione e la prontezza nell'applicare il fuorigioco (elemento chiave della difesa a zona di Arrigo Sacchi). Talvolta si incaricava dell'esecuzione dei calci di rigore.
Inizialmente offuscato dalla caratura del compagno di reparto Franco Baresi, nel corso degli anni Costacurta riuscì a cancellare gli scetticismi nei suoi confronti, rivelandosi un componente fondamentale della retroguardia del Milan anche in età avanzata.

## Carriera

### Giocatore

#### Club

##### Gli esordi e il ritorno al Milan

Un giovane Costacurta al Torneo di Viareggio 1986

Prodotto del vivaio del Milan in cui crebbe e si formò calcisticamente, Costacurta entrò in prima squadra nella stagione 1985-1986 dove non giocò nessuna partita. Esordì nella stagione 1986-1987, disputando due gare di Coppa Italia. Subito dopo passò in prestito al Monza, in Serie C1, a fare esperienza. Tornò al Milan per la stagione 1987-1988, la prima con Arrigo Sacchi sulla panchina rossonera e che vide i rossoneri conquistare a fine stagione il loro 11º scudetto. Costacurta esordì in Serie A il 25 ottobre 1987 in Verona-Milan (6ª giornata d'andata, 0-1 il risultato finale), ma a fine stagione, chiuso da Filippo Galli, raccolse solo 7 presenze in campionato e una in Coppa Italia.

##### 1988-1996: l'affermazione in Europa e nel mondo
La stagione 1988-1989 fu quella della svolta. Infatti, Costacurta superò Galli nella gerarchie di Sacchi e divenne titolare, con Mauro Tassotti, Franco Baresi e Paolo Maldini, di una linea difensiva annoverata tra le migliori di sempre. A fine stagione le presenze in campionato saranno 26 e per Costacurta arrivò il trionfo in Coppa dei Campioni 1988-1989, nella finale contro lo Steaua Bucarest, battuto per 4-0 al Camp Nou di Barcellona; Costacurta giocò 74 minuti prima di essere sostituito da Galli.
Nel 1989-1990, Costacurta vinse la Supercoppa UEFA 1989 contro il Barcellona di Cruijff, la Coppa Intercontinentale 1989 contro l'Atlético Nacional e la Coppa dei Campioni 1989-1990, ottenuta battendo il Benfica per 1-0. In campionato, invece, il Milan finì secondo a causa della sconfitta contro il Verona nella penultima giornata, nel corso del quale fu espulso lo stesso Costacurta (insieme al mister Sacchi e ai compagni di squadra Rijkaard e van Basten) per insulti rivolti a uno dei guardalinee. In quella stagione, il difensore realizzò il suo primo gol in Serie A, ai danni dell'Inter, nel derby di ritorno perso dai rossoneri per 1-3. Nel marzo 1991, pochi mesi dopo aver conquistato la Supercoppa UEFA 1990 e la Coppa Intercontinentale 1990, il Milan fu squalificato per un anno dalle competizioni europee, perdendo a tavolino la sfida di Coppa dei Campioni contro l'Olympique Marsiglia.
Nella stagione 1991-1992 Fabio Capello sostituì sulla panchina del Milan Arrigo Sacchi, diventato CT della nazionale italiana. Gli schemi oppressivi di Sacchi furono abbandonati in favore di un 4-4-2 improntato su una maggiore libertà. Dopo un inizio altalenante la squadra balzò in testa alla classifica e conquistò lo scudetto senza subire sconfitte, grazie anche a un'ottima tenuta difensiva.

Costacurta in azione al Milan nella stagione 1992-1993

La stagione 1992-1993 si aprì con la vittoria della Supercoppa italiana 1992 contro il Parma e proseguì con la vittoria dello scudetto e il raggiungimento della finale di Champions League. Nell'ultimo atto della competizione giocato a Monaco di Baviera i ragazzi di Capello persero 1-0 contro l'Olympique Marsiglia, nonostante un'ottima partita di Costacurta. Sempre sotto la guida di Capello il Milan vinse la Supercoppa italiana 1993, il terzo scudetto consecutivo e raggiunse la finale di Champions League, merito soprattutto di una difesa solidissima e da record. Pur privi di capitan Baresi e di Costacurta, squalificati, i rossoneri conquistarono il trofeo battendo per 4-0 il Barcellona nella finale di Atene. La stagione 1994-1995 fu invece a due facce: il Milan vinse la Supercoppa italiana 1994 e la Supercoppa UEFA 1994, sconfiggendo rispettivamente la Sampdoria e gli inglesi dell'Arsenal, ma perse a Tokyo la sfida di Coppa Intercontinentale contro gli argentini del Vélez Sarsfield, anche a causa della giornata negativa (condita da un'espulsione) di Costacurta, e anche la finale di Champions League, la terza consecutiva disputata nel corso della gestione Capello, contro gli olandesi dell'Ajax. Dopo la vittoria dello scudetto nella stagione 1995-1996, Fabio Capello lasciò il Milan, mettendo fine a un lungo ciclo di trionfi.

##### 1996-2007: gli anni di transizione, lo scudetto del 1999 e l'era Ancelotti
Dopo le stagioni 1996-1997 e 1997-1998 negative per il Milan, terminate all'11º e al 10º posto, e fuori dalle coppe europee pure dopo costose campagne acquisti, la squadra rossonera subì forti contestazioni. Per la stagione 1998-1999 la società decise di rifondare la squadra affidandosi al tecnico Alberto Zaccheroni, fautore di un gioco improntato sul 3-4-3. Zaccheroni rivoluzionò la squadra, partendo proprio dalla difesa. Dopo alcuni esperimenti, il tecnico optò per una linea difensiva composta da Luigi Sala, Costacurta e Maldini: Costacurta, reduce da un periodo poco brillante, tornò atleticamente competitivo e offrì ottime prestazioni, contribuendo alla vittoria del 16º scudetto rossonero.
Nella stagione 2001-2002, con l'arrivo di Fatih Terim, il difensore rossonero perse il posto da titolare sia per la poca alchimia con l'allenatore che per la rapida ascesa di Martin Laursen nel ruolo di difensore centrale; con l'avvento di Carlo Ancelotti, chiamato sulla panchina rossonera al posto dell'esonerato Terim, Costacurta ritornò nei piani tattici del Milan, riguadagnando il posto da titolare.

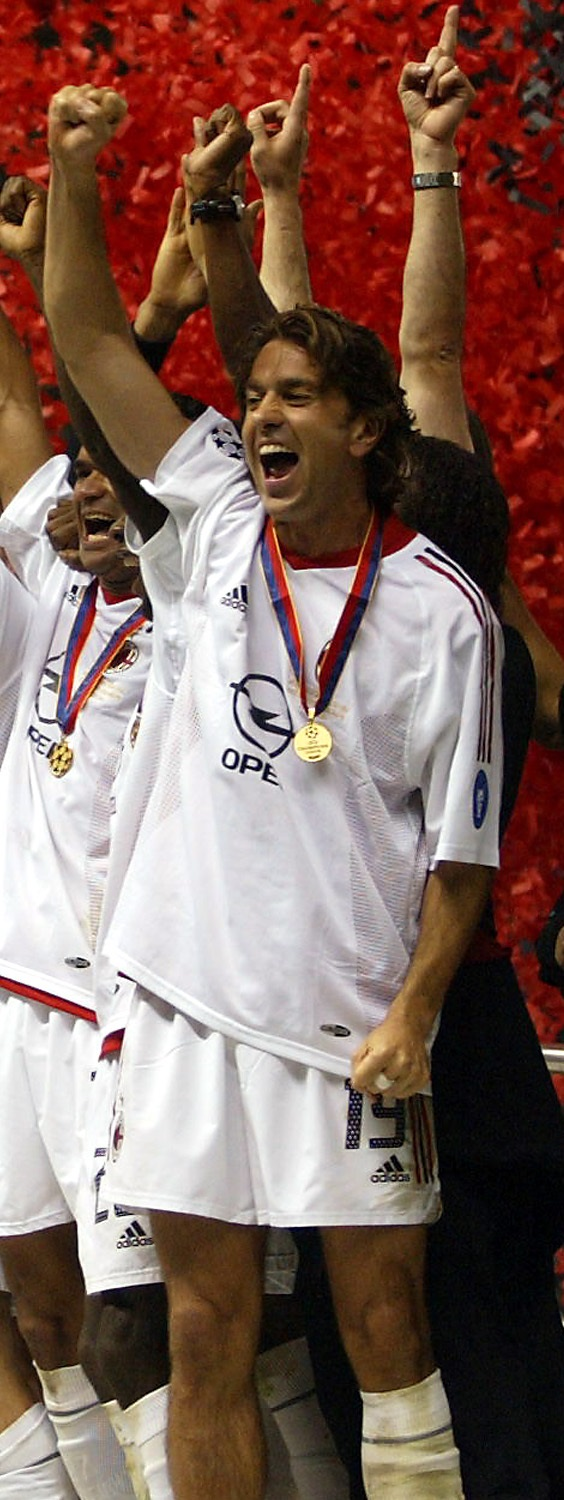
Costacurta festeggia la vittoria della UEFA Champions League 2002-2003

Con l'arrivo di Alessandro Nesta nell'estate 2002, Costacurta – confermato in extremis nella rosa rossonera – non fu più il difensore centrale titolare, ma riuscì comunque a ritagliarsi un ruolo importante, giocando da terzino su entrambi i lati del campo. In posizione di terzino destro disputò, da titolare, la finale vinta all'Old Trafford contro la Juventus ai tiri di rigore, nonostante venisse da contusione al polpaccio sinistro. Quattro giorni dopo Costacurta vinse anche la Coppa Italia contro la Roma.
Costacurta saltò la Supercoppa UEFA 2003, vinta dal Milan contro il Porto. Nel mese di dicembre annunciò che la squalifica nell'Intercontinentale 1994 non avrebbe influito sulla sua futura partecipazione alla Coppa Intercontinentale 2003: complice l'infortunio di Nesta, fu schierato titolare. La partita terminò col risultato di 1-1, e così furono i rigori a dare la vittoria ai sudamericani per 3-1, con l'ultimo tiro rossonero fallito proprio da Costacurta, il cui rigore fu smorzato dal terreno e parato da Roberto Abbondanzieri. In compenso, il 2 maggio 2004 vinse il suo settimo scudetto a due giornate dal termine del campionato grazie allo 1-0 contro la Roma.
Dopo una buona stagione, all'inizio dell'annata 2004-2005 Costacurta cominciò ad avere poco spazio, essendo chiuso da Nesta, da Maldini e dal nuovo arrivato Jaap Stam. Disputò diverse partite, ma non scese in campo nella finale di Champions League 2004-2005 persa ai rigori contro il Liverpool. Anche nel corso della stagione 2005-2006 Costacurta offrì ottime prestazioni, giocando tra l'altro anche la semifinale di ritorno contro il Barcellona che sancì l'eliminazione del Milan dalla coppa.
All'inizio della stagione 2006-2007 fu impiegato titolare in entrambe le gare del preliminare di Champions League 2006-2007 contro la Stella Rossa che qualificarono i rossoneri alla fase a gironi della competizione. Disputò la sua ultima partita in carriera il 19 maggio 2007, a 41 anni, a San Siro in Milan-Udinese (2-3), segnando su rigore l'ultimo gol della carriera (terzo in Serie A, a più di quindici anni di distanza dal secondo), prima di uscire dal campo ricevendo una standing ovation da parte dai tifosi rossoneri. Con questo gol, Costacurta diventò il calciatore più anziano ad aver mai segnato in Serie A: con i suoi 41 anni e 25 giorni batté il precedente primato di Silvio Piola, che in Novara-Milan del 7 febbraio 1954 segnò a 40 anni, 6 mesi e 9 giorni. Il 23 maggio, pur non scendendo in campo, si aggiudicò la Champions League ai danni del Liverpool, l'ultimo trofeo in maglia rossonera.
Costacurta è terzo per numero di presenze nella storia del Milan, con 458 partite di campionato e 663 in totale, preceduto solo dai due storici capitani Franco Baresi (719) e Paolo Maldini (902).

#### Nazionale

Costacurta (accosciato, primo da sinistra) all'esordio in nazionale maggiore, il 13 novembre 1991, nella partita di Genova contro la

Costacurta disputò, tra il 1986 e il 1990, 8 partite con l'Italia under 21, partecipando a due campionati europei di categoria (1988 e 1990).
Il CT Azeglio Vicini, nonostante fosse già titolare da due stagioni con la maglia del Milan, non lo incluse nella rosa che disputò il campionato del mondo 1990 in Italia, preferendogli nello stesso ruolo Riccardo Ferri. Nel dicembre 1990 Vicini lo convocò in nazionale per la sfida contro Cipro valida per le qualificazioni all'Europeo 1992, ma non lo fece scendere in campo.
Il nuovo commissario tecnico Arrigo Sacchi, già suo tecnico al Milan, lo fece esordire il 13 novembre 1991, a 25 anni, nella gara Italia-Norvegia (1-1) disputata a Genova. Il 4 giugno 1992, al Foxboro Stadium di Foxborough, Costacurta realizzò il suo primo gol in nazionale, in Italia-Irlanda (2-0), incontro valevole per la U.S. Cup 1992.
Partecipò da titolare al campionato del mondo 1994, formando con il capitano Baresi la coppia difensiva centrale dell'Italia. Esordì il 18 giugno 1994 in Italia-Irlanda (0-1), prima gara della fase a gironi, risultando tra i migliori azzurri. Quando Baresi si infortunò nella seconda partita del girone, contro la Norvegia, Sacchi consegnò a Costacurta le chiavi della difesa azzurra: a dispetto di qualche scetticismo, Costacurta fornì ottime prestazioni. Nella semifinale vinta contro la Bulgaria, in cui si riconfermò uno dei migliori azzurri, rimediò un'ammonizione per un fallo su Stoičkov e, essendo diffidato, fu costretto a saltare la finale persa contro il Brasile: per Costacurta fu la seconda finale saltata per squalifica in meno di tre mesi (dopo quella di Champions League con il Milan).
Il 6 settembre 1995, nella vittoria per 1-0 sulla Slovenia, Costacurta indossò per la prima volta la fascia da capitano degli azzurri. Disputò da titolare anche il campionato d'Europa 1996 in cui l'Italia fu eliminata al termine della fase a gironi.

Costacurta (n. 6) in nazionale nel 1997, nei play-off UEFA per la qualificazione al

Con l'arrivo di Cesare Maldini sulla panchina azzurra, Costacurta conservò il posto da titolare e partecipò al campionato del mondo 1998, risultando uno dei migliori giocatori italiani. L'Italia raggiunse i quarti di finale che la videro opposta alla Francia padrona di casa, e Costacurta realizzò il terzo calcio di rigore della serie necessaria per assegnare la vittoria, allorché la partita si protrasse oltre i tempi regolamentari e quelli supplementari sullo 0-0. Tuttavia, gli errori di Demetrio Albertini e Luigi Di Biagio fecero sì che a passare il turno fossero gli avversari, in forza del punteggio di 3-4.
Non confermato nella rosa azzurra dal nuovo CT Dino Zoff, Costacurta concluse la sua carriera in nazionale con 59 presenze (3 delle quali da capitano) e 2 reti.

### Allenatore e dirigente
Nella stagione 2007-2008 Costacurta è diventato un collaboratore tecnico del Milan, lavorando con il mister Carlo Ancelotti e il viceallenatore Mauro Tassotti.
Il 2 luglio 2008 ha conseguito il patentino professionista di prima categoria UEFA Pro.
Il 27 ottobre dello stesso anno ha intrapreso la prima esperienza da allenatore, sostituendo Giuseppe Brucato alla guida del Mantova, in Serie B, prendendo la squadra a metà classifica. Esordisce nella sconfitta per 1-0 contro il Rimini. Il 9 febbraio 2009, all'indomani della sconfitta contro il Vicenza, si dimette dopo aver totalizzato 4 vittorie, 4 pareggi e 6 sconfitte, che avevano fatto scendere il Mantova ai margini della zona retrocessione.
Il 1º febbraio 2018, a seguito del commissariamento della FIGC da parte del CONI, viene nominato vice del commissario straordinario Roberto Fabbricini. Rimane in carica fino al 22 ottobre successivo.

## Altre Attività
Costacurta è apparso nel film Eccezzziunale veramente 2 del 2006. Dopo il ritiro, dal 24 agosto 2010 fa parte della squadra di Sky come commentatore e opinionista. È uno degli ospiti fissi del programma Sky Calcio Club.

## Statistiche

### Presenze e reti nei club
Statistiche aggiornate al 19 maggio 2007.
| Stagione        | Squadra         | Campionato      | Campionato | Campionato | Coppe nazionali | Coppe nazionali | Coppe nazionali | Coppe continentali | Coppe continentali | Coppe continentali | Altre coppe | Altre coppe | Altre coppe | Totale | Totale |
| Stagione        | Squadra         | Comp            | Pres       | Reti       | Comp            | Pres            | Reti            | Comp               | Pres               | Reti               | Comp        | Pres        | Reti        | Pres   | Reti   |
| --------------- | --------------- | --------------- | ---------- | ---------- | --------------- | --------------- | --------------- | ------------------ | ------------------ | ------------------ | ----------- | ----------- | ----------- | ------ | ------ |
| lug.-set. 1986  | Milan           | A               | 0          | 0          | CI              | 2               | 0               | -                  | -                  | -                  | -           | -           | -           | 2      | 0      |
| set. 1986-1987  | Monza           | C1              | 30         | 0          | CI-C            | 1               | 0               | -                  | -                  | -                  | -           | -           | -           | 31     | 0      |
| 1987-1988       | Milan           | A               | 7          | 0          | CI              | 1               | 0               | -                  | -                  | -                  | -           | -           | -           | 8      | 0      |
| 1988-1989       | Milan           | A               | 26         | 0          | CI              | 7               | 0               | CC                 | 7                  | 0                  | SI          | 1           | 0           | 41     | 0      |
| 1989-1990       | Milan           | A               | 26         | 1          | CI              | 3               | 0               | CC                 | 8                  | 0                  | SU+CInt     | 2+1         | 0           | 40     | 1      |
| 1990-1991       | Milan           | A               | 25         | 0          | CI              | 3               | 0               | CC                 | 4                  | 0                  | SU+CInt     | 2+1         | 0           | 35     | 0      |
| 1991-1992       | Milan           | A               | 30         | 1          | CI              | 6               | 0               | -                  | -                  | -                  | -           | -           | -           | 36     | 1      |
| 1992-1993       | Milan           | A               | 31         | 0          | CI              | 6               | 0               | UCL                | 10                 | 0                  | SI          | 1           | 0           | 48     | 0      |
| 1993-1994       | Milan           | A               | 30         | 0          | CI              | 2               | 0               | UCL                | 11                 | 0                  | SI+SU+Cint  | 1+2+1       | 0           | 47     | 0      |
| 1994-1995       | Milan           | A               | 27         | 0          | CI              | 3               | 0               | UCL                | 6                  | 0                  | SI+SU+Cint  | 1+2+1       | 0           | 40     | 0      |
| 1995-1996       | Milan           | A               | 30         | 0          | CI              | 3               | 0               | CU                 | 7                  | 0                  | -           | -           | -           | 40     | 0      |
| 1996-1997       | Milan           | A               | 30         | 0          | CI              | 3               | 0               | UCL                | 5                  | 0                  | SI          | 1           | 0           | 39     | 0      |
| 1997-1998       | Milan           | A               | 29         | 0          | CI              | 8               | 0               | -                  | -                  | -                  | -           | -           | -           | 37     | 0      |
| 1998-1999       | Milan           | A               | 29         | 0          | CI              | 3               | 0               | -                  | -                  | -                  | -           | -           | -           | 32     | 0      |
| 1999-2000       | Milan           | A               | 27         | 0          | CI              | 2               | 0               | UCL                | 5                  | 0                  | SI          | 1           | 0           | 35     | 0      |
| 2000-2001       | Milan           | A               | 18         | 0          | CI              | 2               | 0               | UCL                | 9                  | 0                  | -           | -           | -           | 29     | 0      |
| 2001-2002       | Milan           | A               | 21         | 0          | CI              | 3               | 0               | CU                 | 7                  | 0                  | -           | -           | -           | 31     | 0      |
| 2002-2003       | Milan           | A               | 18         | 0          | CI              | 5               | 0               | UCL                | 10                 | 0                  | -           | -           | -           | 33     | 0      |
| 2003-2004       | Milan           | A               | 22         | 0          | CI              | 5               | 0               | UCL                | 8                  | 0                  | CInt        | 1           | 0           | 36     | 0      |
| 2004-2005       | Milan           | A               | 14         | 0          | CI              | 3               | 0               | UCL                | 5                  | 0                  | -           | -           | -           | 22     | 0      |
| 2005-2006       | Milan           | A               | 15         | 0          | CI              | 3               | 0               | UCL                | 3                  | 0                  | -           | -           | -           | 21     | 0      |
| 2006-2007       | Milan           | A               | 3          | 1          | CI              | 5               | 0               | UCL                | 3                  | 0                  | -           | -           | -           | 11     | 1      |
| Totale Milan    | Totale Milan    | Totale Milan    | 458        | 3          |                 | 78              | 0               |                    | 108                | 0                  |             | 19          | 0           | 663    | 3      |
| Totale carriera | Totale carriera | Totale carriera | 488        | 3          |                 | 79              | 0               |                    | 108                | 0                  |             | 19          | 0           | 694    | 3      |

### Cronologia presenze e reti in nazionale
| Cronologia completa delle presenze e delle reti in nazionale ― Italia | Cronologia completa delle presenze e delle reti in nazionale ― Italia | Cronologia completa delle presenze e delle reti in nazionale ― Italia | Cronologia completa delle presenze e delle reti in nazionale ― Italia | Cronologia completa delle presenze e delle reti in nazionale ― Italia | Cronologia completa delle presenze e delle reti in nazionale ― Italia | Cronologia completa delle presenze e delle reti in nazionale ― Italia | Cronologia completa delle presenze e delle reti in nazionale ― Italia |
| Data                                                                  | Città                                                                 | In casa                                                               | Risultato                                                             | Ospiti                                                                | Competizione                                                          | Reti                                                                  | Note                                                                  |
| --------------------------------------------------------------------- | --------------------------------------------------------------------- | --------------------------------------------------------------------- | --------------------------------------------------------------------- | --------------------------------------------------------------------- | --------------------------------------------------------------------- | --------------------------------------------------------------------- | --------------------------------------------------------------------- |
| 13-11-1991                                                            | Genova                                                                | Italia                                                                | 1 – 1                                                                 | Norvegia                                                              | Qual. Euro 1992                                                       | -                                                                     |                                                                       |
| 21-12-1991                                                            | Foggia                                                                | Italia                                                                | 2 – 0                                                                 | Cipro                                                                 | Qual. Euro 1992                                                       | -                                                                     |                                                                       |
| 19-2-1992                                                             | Cesena                                                                | Italia                                                                | 4 – 0                                                                 | San Marino                                                            | Amichevole                                                            | -                                                                     |                                                                       |
| 25-3-1992                                                             | Torino                                                                | Italia                                                                | 1 – 0                                                                 | Germania                                                              | Amichevole                                                            | -                                                                     |                                                                       |
| 31-5-1992                                                             | New Haven                                                             | Italia                                                                | 0 – 0                                                                 | Portogallo                                                            | U.S. Cup 1992                                                         | -                                                                     |                                                                       |
| 4-6-1992                                                              | Boston                                                                | Italia                                                                | 2 – 0                                                                 | Irlanda                                                               | U.S. Cup 1992                                                         | 1                                                                     |                                                                       |
| 9-9-1992                                                              | Eindhoven                                                             | Paesi Bassi                                                           | 2 – 3                                                                 | Italia                                                                | Amichevole                                                            | -                                                                     |                                                                       |
| 14-10-1992                                                            | Cagliari                                                              | Italia                                                                | 2 – 2                                                                 | Svizzera                                                              | Qual. Mondiali 1994                                                   | -                                                                     |                                                                       |
| 18-11-1992                                                            | Glasgow                                                               | Scozia                                                                | 0 – 0                                                                 | Italia                                                                | Qual. Mondiali 1994                                                   | -                                                                     | 10’                                                                   |
| 19-12-1992                                                            | La Valletta                                                           | Malta                                                                 | 1 – 2                                                                 | Italia                                                                | Qual. Mondiali 1994                                                   | -                                                                     |                                                                       |
| 20-1-1993                                                             | Firenze                                                               | Italia                                                                | 2 – 0                                                                 | Messico                                                               | Amichevole                                                            | -                                                                     | 66’                                                                   |
| 24-2-1993                                                             | Porto                                                                 | Portogallo                                                            | 1 – 3                                                                 | Italia                                                                | Qual. Mondiali 1994                                                   | -                                                                     |                                                                       |
| 22-9-1993                                                             | Tallinn                                                               | Estonia                                                               | 0 – 3                                                                 | Italia                                                                | Qual. Mondiali 1994                                                   | -                                                                     |                                                                       |
| 13-10-1993                                                            | Roma                                                                  | Italia                                                                | 3 – 1                                                                 | Scozia                                                                | Qual. Mondiali 1994                                                   | -                                                                     |                                                                       |
| 17-11-1993                                                            | Milano                                                                | Italia                                                                | 1 – 0                                                                 | Portogallo                                                            | Qual. Mondiali 1994                                                   | -                                                                     |                                                                       |
| 16-2-1994                                                             | Napoli                                                                | Italia                                                                | 0 – 1                                                                 | Francia                                                               | Amichevole                                                            | -                                                                     |                                                                       |
| 23-3-1994                                                             | Stoccarda                                                             | Germania                                                              | 2 – 1                                                                 | Italia                                                                | Amichevole                                                            | -                                                                     |                                                                       |
| 27-5-1994                                                             | Parma                                                                 | Italia                                                                | 2 – 0                                                                 | Finlandia                                                             | Amichevole                                                            | -                                                                     |                                                                       |
| 3-6-1994                                                              | Roma                                                                  | Italia                                                                | 1 – 0                                                                 | Svizzera                                                              | Amichevole                                                            | -                                                                     |                                                                       |
| 11-6-1994                                                             | New Haven                                                             | Italia                                                                | 1 – 0                                                                 | Costa Rica                                                            | Amichevole                                                            | -                                                                     |                                                                       |
| 18-6-1994                                                             | New York                                                              | Italia                                                                | 0 – 1                                                                 | Irlanda                                                               | Mondiali 1994 - 1º turno                                              | -                                                                     |                                                                       |
| 23-6-1994                                                             | New York                                                              | Italia                                                                | 1 – 0                                                                 | Norvegia                                                              | Mondiali 1994 - 1º turno                                              | -                                                                     |                                                                       |
| 28-6-1994                                                             | Washington                                                            | Italia                                                                | 1 – 1                                                                 | Messico                                                               | Mondiali 1994 - 1º turno                                              | -                                                                     |                                                                       |
| 5-7-1994                                                              | Boston                                                                | Nigeria                                                               | 1 – 2 dts                                                             | Italia                                                                | Mondiali 1994 - Ottavi di finale                                      | -                                                                     |                                                                       |
| 9-7-1994                                                              | Boston                                                                | Italia                                                                | 2 – 1                                                                 | Spagna                                                                | Mondiali 1994 - Quarti di finale                                      | -                                                                     |                                                                       |
| 13-7-1994                                                             | New York                                                              | Italia                                                                | 2 – 1                                                                 | Bulgaria                                                              | Mondiali 1994 - Semifinale                                            | -                                                                     |                                                                       |
| 7-9-1994                                                              | Maribor                                                               | Slovenia                                                              | 1 – 1                                                                 | Italia                                                                | Qual. Euro 1996                                                       | 1                                                                     |                                                                       |
| 8-10-1994                                                             | Tallinn                                                               | Estonia                                                               | 0 – 2                                                                 | Italia                                                                | Qual. Euro 1996                                                       | -                                                                     |                                                                       |
| 16-11-1994                                                            | Palermo                                                               | Italia                                                                | 1 – 2                                                                 | Croazia                                                               | Qual. Euro 1996                                                       | -                                                                     |                                                                       |
| 26-04-1995                                                            | Vilnius                                                               | Lituania                                                              | 0 – 1                                                                 | Italia                                                                | Qual. Euro 1996                                                       | -                                                                     |                                                                       |
| 6-9-1995                                                              | Udine                                                                 | Italia                                                                | 1 – 0                                                                 | Slovenia                                                              | Qual. Euro 1996                                                       | -                                                                     | Cap.                                                                  |
| 8-10-1995                                                             | Spalato                                                               | Croazia                                                               | 1 – 1                                                                 | Italia                                                                | Qual. Euro 1996                                                       | -                                                                     |                                                                       |
| 11-11-1995                                                            | Bari                                                                  | Italia                                                                | 3 – 1                                                                 | Ucraina                                                               | Qual. Euro 1996                                                       | -                                                                     |                                                                       |
| 15-11-1995                                                            | Reggio Emilia                                                         | Italia                                                                | 4 – 0                                                                 | Lituania                                                              | Qual. Euro 1996                                                       | -                                                                     |                                                                       |
| 24-1-1996                                                             | Terni                                                                 | Italia                                                                | 3 – 0                                                                 | Galles                                                                | Amichevole                                                            | -                                                                     | Cap.                                                                  |
| 1-6-1996                                                              | Budapest                                                              | Ungheria                                                              | 0 – 2                                                                 | Italia                                                                | Amichevole                                                            | -                                                                     |                                                                       |
| 11-6-1996                                                             | Liverpool                                                             | Russia                                                                | 1 – 2                                                                 | Italia                                                                | Euro 1996 - 1º turno                                                  | -                                                                     |                                                                       |
| 14-6-1996                                                             | Liverpool                                                             | Rep. Ceca                                                             | 2 – 1                                                                 | Italia                                                                | Euro 1996 - 1º turno                                                  | -                                                                     |                                                                       |
| 19-6-1996                                                             | Manchester                                                            | Germania                                                              | 0 – 0                                                                 | Italia                                                                | Euro 1996 - 1º turno                                                  | -                                                                     |                                                                       |
| 5-10-1996                                                             | Chișinău                                                              | Moldavia                                                              | 1 – 3                                                                 | Italia                                                                | Qual. Mondiali 1998                                                   | -                                                                     |                                                                       |
| 22-1-1997                                                             | Palermo                                                               | Italia                                                                | 2 – 0                                                                 | Irlanda del Nord                                                      | Amichevole                                                            | -                                                                     | 72’                                                                   |
| 12-2-1997                                                             | Londra                                                                | Inghilterra                                                           | 0 – 1                                                                 | Italia                                                                | Qual. Mondiali 1998                                                   | -                                                                     |                                                                       |
| 29-3-1997                                                             | Trieste                                                               | Italia                                                                | 3 – 0                                                                 | Moldavia                                                              | Qual. Mondiali 1998                                                   | -                                                                     |                                                                       |
| 2-4-1997                                                              | Chorzów                                                               | Polonia                                                               | 0 – 0                                                                 | Italia                                                                | Qual. Mondiali 1998                                                   | -                                                                     |                                                                       |
| 30-4-1997                                                             | Napoli                                                                | Italia                                                                | 3 – 0                                                                 | Polonia                                                               | Qual. Mondiali 1998                                                   | -                                                                     |                                                                       |
| 4-6-1997                                                              | Nantes                                                                | Italia                                                                | 0 – 2                                                                 | Inghilterra                                                           | Torneo di Francia                                                     | -                                                                     | Cap.                                                                  |
| 8-6-1997                                                              | Lione                                                                 | Italia                                                                | 3 – 3                                                                 | Brasile                                                               | Torneo di Francia                                                     | -                                                                     |                                                                       |
| 11-6-1997                                                             | Parigi                                                                | Italia                                                                | 2 – 2                                                                 | Francia                                                               | Torneo di Francia                                                     | -                                                                     | 46’                                                                   |
| 11-10-1997                                                            | Roma                                                                  | Italia                                                                | 0 – 0                                                                 | Inghilterra                                                           | Qual. Mondiali 1998                                                   | -                                                                     |                                                                       |
| 29-10-1997                                                            | Mosca                                                                 | Russia                                                                | 1 – 1                                                                 | Italia                                                                | Qual. Mondiali 1998                                                   | -                                                                     |                                                                       |
| 15-11-1997                                                            | Napoli                                                                | Italia                                                                | 1 – 0                                                                 | Russia                                                                | Qual. Mondiali 1998                                                   | -                                                                     |                                                                       |
| 28-1-1998                                                             | Catania                                                               | Italia                                                                | 3 – 0                                                                 | Slovacchia                                                            | Amichevole                                                            | -                                                                     |                                                                       |
| 22-4-1998                                                             | Parma                                                                 | Italia                                                                | 3 – 1                                                                 | Paraguay                                                              | Amichevole                                                            | -                                                                     |                                                                       |
| 2-6-1998                                                              | Göteborg                                                              | Svezia                                                                | 1 – 0                                                                 | Italia                                                                | Amichevole                                                            | -                                                                     | 72’                                                                   |
| 11-6-1998                                                             | Bordeaux                                                              | Italia                                                                | 2 – 2                                                                 | Cile                                                                  | Mondiali 1998 - 1º turno                                              | -                                                                     |                                                                       |
| 17-6-1998                                                             | Montpellier                                                           | Italia                                                                | 3 – 0                                                                 | Camerun                                                               | Mondiali 1998 - 1º turno                                              | -                                                                     |                                                                       |
| 23-6-1998                                                             | Saint-Denis                                                           | Italia                                                                | 2 – 1                                                                 | Austria                                                               | Mondiali 1998 - 1º turno                                              | -                                                                     |                                                                       |
| 27-6-1998                                                             | Marsiglia                                                             | Italia                                                                | 1 – 0                                                                 | Norvegia                                                              | Mondiali 1998 - Ottavi di finale                                      | -                                                                     |                                                                       |
| 3-7-1998                                                              | Parigi                                                                | Italia                                                                | 0 – 0 dts (3 – 4 dtr)                                                 | Francia                                                               | Mondiali 1998 - Quarti di finale                                      | -                                                                     |                                                                       |
| Totale                                                                |                                                                       | Presenze (32º posto)                                                  | 59                                                                    |                                                                       | Reti                                                                  | 2                                                                     |                                                                       |

### Statistiche da allenatore
Statistiche aggiornate al 9 febbraio 2009.
| Stagione            | Squadra         | Campionato      | Campionato | Campionato | Campionato | Campionato | Coppe nazionali | Coppe nazionali | Coppe nazionali | Coppe nazionali | Coppe nazionali | Coppe continentali | Coppe continentali | Coppe continentali | Coppe continentali | Coppe continentali | Altre coppe | Altre coppe | Altre coppe | Altre coppe | Altre coppe | Totale | Totale | Totale | Totale | % Vittorie | Piazzamento               |
| Stagione            | Squadra         | Comp            | G          | V          | N          | P          | Comp            | G               | V               | N               | P               | Comp               | G                  | V                  | N                  | P                  | Comp        | G           | V           | N           | P           | G      | V      | N      | P      | %          | Piazzamento               |
| ------------------- | --------------- | --------------- | ---------- | ---------- | ---------- | ---------- | --------------- | --------------- | --------------- | --------------- | --------------- | ------------------ | ------------------ | ------------------ | ------------------ | ------------------ | ----------- | ----------- | ----------- | ----------- | ----------- | ------ | ------ | ------ | ------ | ---------- | ------------------------- |
| ott. 2008-feb. 2009 | Mantova         | B               | 14         | 4          | 4          | 6          | CI              | -               | -               | -               | -               | -                  | -                  | -                  | -                  | -                  | -           | -           | -           | -           | -           | 14     | 4      | 4      | 6      | 28,57      | Subentrato, dimissionario |
| Totale carriera     | Totale carriera | Totale carriera | 14         | 4          | 4          | 6          |                 | -               | -               | -               | -               |                    | -                  | -                  | -                  | -                  |             | -           | -           | -           | -           | 14     | 4      | 4      | 6      | 28,57      |                           |

## Palmarès

### Giocatore

#### Club

##### Competizioni giovanili
- Coppa Italia Primavera: 1

Milan: 1984-1985

##### Competizioni nazionali
- Campionato italiano: 7

Milan: 1987-1988, 1991-1992, 1992-1993, 1993-1994, 1995-1996, 1998-1999, 2003-2004
- Supercoppa italiana: 5

Milan: 1988, 1992, 1993, 1994, 2004
- Coppa Italia: 1

Milan: 2002-2003

##### Competizioni internazionali
- Coppa dei Campioni/UEFA Champions League: 5

Milan: 1988-1989, 1989-1990, 1993-1994, 2002-2003, 2006-2007
- Supercoppa UEFA: 4

Milan: 1989, 1990, 1994, 2003
- Coppa Intercontinentale: 2

Milan: 1989, 1990

#### Nazionale
- Campionato mondiale militare: 1

Caserta 1989

#### Individuale
- Premio Nazionale Carriera Esemplare "Gaetano Scirea"

2000
- Premio Gentleman: 1

2001
- Premio nazionale Andrea Fortunato: 1

Premio alla carriera: 2013
- Gran Galà del calcio AIC: 1

Premio alla carriera: 2024